# Agnes von Kurowsky
Agnes Hannah von Kurowsky Stanfield (* 5. Januar 1892 in Philadelphia; † 25. November 1984 in Gulfport, Florida) war eine amerikanische Krankenschwester, die die Figur „Catherine Barkley“ in Ernest Hemingways Roman In einem andern Land (1929) inspirierte.

## Leben
Kurowsky diente während des Ersten Weltkriegs als Krankenschwester in einem Krankenhaus des Amerikanischen Roten Kreuzes in Mailand. Einer ihrer Patienten war der 19-jährige Hemingway, der sich in sie verliebte. Als er im Januar 1919 entlassen wurde und in die Vereinigten Staaten zurückkehrte, planten Kurowsky und Hemingway, innerhalb weniger Monate in Amerika zu heiraten. In einem Brief vom 7. März 1919 schrieb sie jedoch an Hemingway, der im Haus seiner Eltern in Oak Park, Illinois, lebte, dass sie sich mit einem italienischen Offizier verlobt habe. Obwohl Kurowsky schließlich in die Vereinigten Staaten zurückkehrte, trafen sie sich nie wieder. Hemingways Sohn Jack bezeichnete den Verlust von Kurowsky als „die große Tragödie“ im frühen Leben seines Vaters. Ihre Geschichte wird im Film „In Love and War“ von 1996 gezeigt, in dem sie von Sandra Bullock dargestellt wird.

## Filme
- In Love and War, Film mit Sandra Bullock als Agnes von Kurowsky und Chris O'Donnell als Hemingway.